# The Church of God (World Headquarters)
The Church of God (World Headquarters) är en pingstkyrka med församlingar i USA, Kanada, Barbados, Haiti, Jamaica, Jungfruöarna, Panama, Storbritannien, Grekland, Egypten, Ghana, Kenya, Liberia, Nigeria, Zambia och Filippinerna.
Vid biskop Ambrose J Tomlinsons död 1943 uppstod en tvist om vem av hans söner skulle efterträda honom som ledare för trossamfundet Church of God, over which A. J. Tomlinson is General Overseer. Tomlinson hade själv utpekat äldste sonen Homer A Tomlinson som sin efterträdare men kyrkoledningen utsåg istället den yngre brodern Milton A Tomlinson.
Resultatet blev att båda bröderna gjorde anspråk på att företräda den rätta Church of God, med äganderätt till dess egendom. En segsliten rättstvist resulterade 1952 i att Miltons större falang (med huvudkvarter i Cleveland, Tennessee) fick rätten till kyrkans tillgångar och registrerades under namnet Church of God of Prophecy.
Homer lät kröna sig till "King of the World" och utropade Jerusalem till sitt världshögvarter, därav namnet på hans kyrka. I realiteten styrde han dock kyrkan från sitt hem i Queens, New York. Homer A Tomlinson reste flitigt jorden runt och startade dotterförsamlingar i olika länder. Han sade sig ha fått i uppdrag att plantera kyrkans flagga i alla jordens länder. Kyrkans uppgift var, enligt honom, att fostra ledare som skulle väljas in i ländernas regeringar och upprätta Guds rike på jorden. I enlighet med denna vision bildade han Teokratiska partiet och ställde upp som kandidat i de amerikanska presidentvalen.
Efter Tomlinsons död i december 1968 utsågs Voy M Bullen till ny ledare för kyrkan, vars högkvarter flyttades till Huntsville, Alabama. Före sin död 1997 utpekade biskop Bullen Danny R Patrick till sin efterträdare. Patrick flyttade kyrkans säte till sin hemstad Scottville, Kentucky.

## Splittring
En minoritet inom kyrkan vägrade dock erkänna Patrick som kyrkans ledare och bildade istället The Church of God in Divine Order med huvudkontor i Sand Springs, Oklahoma.